# Каясанский сельсовет
Каясанский сельсовет — упразднённые административно-территориальная единица и муниципальное образование (сельское поселение) в Щучанском районе Курганской области Российской Федерации.
Административный центр — село Каясан.
9 января 2022 года сельсовет был упразднён в связи с преобразованием муниципального района в муниципальный округ.

## География
Общая площадь территории муниципального образовании: составляет 1349,8 га.
Удаленность от районного центра: 35 км, расстояние до областного центра г. Кургана — 230 км, до г. Челябинска — 60 км.

## История
Статус и границы установлены Законом Курганской области от 3 декабря 2004 года № 887 «Об установлении границ муниципального образования Каясанского сельсовета, входящего в состав муниципального образования Щучанского района».

## Население
| 1989  | 2002  | 2004  | 2010  | 2012  | 2013  | 2014  |
| ----- | ----- | ----- | ----- | ----- | ----- | ----- |
| 1825  | ↘1519 | ↘1502 | ↘1374 | ↘1301 | ↘1219 | ↘1207 |
| 2015  | 2016  | 2017  | 2018  | 2019  | 2020  |       |
| ↘1200 | ↘1158 | ↘1081 | ↘1060 | ↘1049 | ↘1016 |       |

## Состав сельского поселения
| № | Населённый пункт | Тип населённого пункта       | Население |
| - | ---------------- | ---------------------------- | --------- |
| 1 | Алакуль          | посёлок                      | ↘130      |
| 2 | Калиновка        | деревня                      | ↗2        |
| 3 | Каясан           | село, административный центр | ↘1086     |
| 4 | Пивкино          | посёлок                      | ↘156      |

## Экономика
Предприятия на территории сельсовета: Мукомольный завод АО «Муза», 1 ФАП, СДК, библиотека, 8 магазинов, "Каясанская ООШ" - филиал МКОУ "Пивкинская СОШ", филиал Сбербанка России, филиал почтового отделения.